# Ride (Band)
Ride ist eine britische Rockband, die 1988 in Oxford gegründet wurde und zu den Pionieren des Shoegazing gezählt wird.

## Geschichte

### Die Gründung
Die Band wurde 1988 in Oxford von Mark Gardener (Gitarre, Gesang), Andy Bell (Gitarre, Gesang), Steve Queralt (Bass) und Laurence Colbert (Schlagzeug) gegründet. Zu dieser Zeit waren die Mitglieder der Band Studenten des Banbury Art College. Nach einer Tour als Vorband für die Soup Dragons wurde 1989 Alan McGee von Creation Records auf sie aufmerksam und gab ihnen einen Plattenvertrag.

### Werdegang der Band
Mit der Unterstützung durch ihre Plattenfirma nahmen sie 1990 die EPs Ride, Play und Fall auf, die sie einer breiteren Öffentlichkeit bekannt machte. Der Melody Maker kürte sie zu einem der Hoffnungsträger des Jahres. Im Oktober des Jahres erschien schließlich ihre erste LP Nowhere, die es bis auf Platz 11 in den britischen Charts schaffte. Ride und Play wurden 1992 auf der Compilation Smile wiederveröffentlicht, während die Stücke von Fall auf der CD-Version von Nowhere wiederzufinden waren. Im März 1991 erschien die nächste EP der Band, Today Forever, die von der ersten internationalen Tournee durch Japan, Australien und Frankreich gefolgt wurde.
Im März 1992 erschien schließlich Going Blank Again, produziert von Alan Moulder. Besonders der erste Titel, Leave Them All Behind, gilt als beispielhaft für das Genre Shoegazing. Über acht Minuten produzieren Ride den typischen Wall-of-Sound-Klang mit Hilfe der zwei Gitarren von Gardener und Bell, die verzerrt und mit Wah Wah-Pedalen eine hypnotische Atmosphäre schaffen. Going Blank Again war ein großer kommerzieller Erfolg und stieg in den UK-Charts bis auf Platz 5 auf. Auch die Single Leave Them All Behind schaffte es, in die Top Ten der Singlecharts aufzusteigen. Lange Konzerttouren und musikalische Differenzen führten dazu, dass es innerhalb der Band zu immer größeren Spannungen, besonders zwischen Gardener und Bell, kam.
1994 erschien das nächste Album, Carnival of Light mit Jon Lord als Gastmusiker. Auch dieses Album konnte sich noch in den Top Ten der Albumcharts platzieren; allerdings hatte sich die Musikszene in Großbritannien mittlerweile verändert. Die typischen Shoegazing-Bands Ride und My Bloody Valentine wurden in der Wahrnehmung des Mainstream-Publikum langsam von Britpop-Bands wie Blur und Oasis abgelöst. Die Songs auf Carnival of Light reflektierten die bandinternen Spannungen, da nun die Songs der ersten Hälfte allein von Gardener und die Songs der zweiten Hälfte allein von Bell geschrieben wurden. Die vorherige Kooperation beim Songwriting wurde aufgegeben.

### Auflösung und Nachgang
Während der Aufnahmen zum 1995er Album Tarantula waren erste Auflösungserscheinungen in der Band sichtbar. Gardener begab sich in ein inneres Exil und schrieb nur noch einen Song für dieses Album, der Rest wurde von Bell verfasst. Noch vor der Veröffentlichung löste sich die Band auf. Als das Album auf den Markt kam, fiel es bei Kritikern und Fans durch und wurde nach einer Woche wieder zurückgezogen.
Andy Bell gründete nach seiner Zeit bei Ride die Band Hurricane #1. Diese löste sich nach zwei Alben ebenfalls auf, woraufhin Bell – bis zu deren Split im Jahr 2009 – Bassist bei der britischen Rockband Oasis wurde. Anschließend übernahm er die Gitarre bei Liam Gallaghers neuer Band Beady Eye, die im Oktober 2014 ihre Trennung bekanntgab. Mark Gardener hat bei diversen kommerziell weniger bedeutsamen Musikprojekten mitgewirkt. Mit der Band The Animalhouse veröffentlichte er 2000 ein Album und verließ die Gruppe im Anschluss. Ab 2005 arbeitete Mark Gardener mit Goldrush und dem Produzenten Bill Racine zusammen und veröffentlichte 2006 sein Solodebüt-Album These Beautiful Ghosts.
Im Jahre 2001 kam es für eine Dokumentation des Fernsehsenders Channel 4 über Sonic Youth zu einer Wiedervereinigung von Ride, um die Verwendung von Feedback und Effektgeräten zu demonstrieren. Diese 30-minütige Session und zwei weitere Songs wurden 2002 als EP (Coming up for Air) veröffentlicht. In der Folge erschienen weitere CDs von Liveauftritten und eine CD-Box. Hoffnungen auf eine permanente Wiedervereinigung wurden zerschlagen, als Bell dieses explizit ausschloss. Allerdings gab es mehrere kleinere Zusammenarbeiten zwischen einzelnen Mitgliedern der Band.

### Reunion
Am 18. November 2014 wurde in Barcelona in Vorbereitung zum Primavera Sound Festival 2015 ein riesiges, anonymes Poster mit dem Bandnamen ausgerollt. Da diese Taktik im Rahmen der Vermarktung des Festivals schon häufiger zum Einsatz kam, war davon auszugehen, dass Ride dort auftreten werden. Noch am selben Tag wurde die Reunion in Originalbesetzung mit der Veröffentlichung von zehn Konzertdaten in Europa und Nordamerika im Sommer 2015 bestätigt. Unter anderem traten Ride beim Coachella Valley Music and Arts Festival (Indio, USA), und auf dem Melt! (Ferropolis bei Dessau) auf.

## Diskografie

### Studioalben
| Jahr | Titel                    | Höchstplatzierung, Gesamtwochen, AuszeichnungChartplatzierungen (Jahr, Titel, Platzierungen, Wochen, Auszeichnungen, Anmerkungen) | Höchstplatzierung, Gesamtwochen, AuszeichnungChartplatzierungen (Jahr, Titel, Platzierungen, Wochen, Auszeichnungen, Anmerkungen) | Höchstplatzierung, Gesamtwochen, AuszeichnungChartplatzierungen (Jahr, Titel, Platzierungen, Wochen, Auszeichnungen, Anmerkungen) | Anmerkungen                                                |
| Jahr | Titel                    | DE | CH | UK | Anmerkungen                                                |
| ---- | ------------------------ | --- | --- | --- | ---------------------------------------------------------- |
| 1990 | Nowhere                  | — | — | UK11 Silber · (6 Wo.)UK | kehrte 2022 für eine Woche in die Charts zurück (Platz 62) |
| 1992 | Going Blank Again        | — | — | UK5 Gold · (6 Wo.)UK |                                                            |
| 1994 | Carnival of Light        | — | — | UK5 (5 Wo.)UK |                                                            |
| 1996 | Tarantula                | — | — | UK21 (2 Wo.)UK |                                                            |
| 2017 | Weather Diaries          | — | — | UK11 (2 Wo.)UK |                                                            |
| 2019 | This Is Not a Safe Place | DE72 (1 Wo.)DE | CH94 (1 Wo.)CH | UK7 (1 Wo.)UK |                                                            |
| 2024 | Interplay                | — | CH55 (1 Wo.)CH | UK8 (1 Wo.)UK |                                                            |

### Kompilationen
- 1992: Smile (Ride + Play)
- 1995: Live Light – aufgenommen auf der Europatour 1994
- 2001: OX4 – The Best of Ride
- 2001: Firing Blanks – Unreleased Ride Recordings 1988-95
- 2001: Live – Reading Festival 1992
- 2003: Waves (BBC Radio One Sessions)

### EPs
| Jahr | Titel         | Höchstplatzierung, Gesamtwochen, AuszeichnungChartsChartplatzierungen (Jahr, Titel, Platzierungen, Wochen, Auszeichnungen, Anmerkungen) | Anmerkungen |
| Jahr | Titel         | UK | Anmerkungen |
| ---- | ------------- | --- | ----------- |
| 1990 | Ride          | UK71 (4 Wo.)UK |             |
| 1990 | Play          | UK32 (3 Wo.)UK |             |
| 1990 | Fall          | UK34 (3 Wo.)UK |             |
| 1991 | Today Forever | UK14 (4 Wo.)UK |             |
| 2022 | 4 EPs         | UK78 (1 Wo.)UK |             |

### Singles
| Jahr | Titel Album                                        | Höchstplatzierung, Gesamtwochen, AuszeichnungChartsChartplatzierungen (Jahr, Titel, Album, Platzierungen, Wochen, Auszeichnungen, Anmerkungen) | Anmerkungen |
| Jahr | Titel Album                                        | UK | Anmerkungen |
| ---- | -------------------------------------------------- | --- | ----------- |
| 1992 | Leave Them All Behind Going Blank Again            | UK9 (3 Wo.)UK |             |
| 1992 | Twisterella Going Blank Again                      | UK36 (2 Wo.)UK |             |
| 1994 | Birdman Carnival of Light                          | UK38 (2 Wo.)UK |             |
| 1994 | How Does It Feel to Feel? Carnival of Light        | UK58 (1 Wo.)UK |             |
| 1994 | I Don’t Know Where It Comes From Carnival of Light | UK46 (2 Wo.)UK |             |
| 1996 | Black Nite Crash Tarantula                         | UK67 (1 Wo.)UK |             |

Weitere Singles
- 1991: Vapour Trail
- 2001: Coming Up for Air